# Жиронда (естуар)
Жиронда (фр. L'estuaire de la Gironde) је пловни естуар у југозападној Француској који настаје спајањем река Дордоња и  Гарона близу центра Бордоа.
Жиронда је дуга око 65 километара и широка 3 до 15 километара. По њој је име доби департман Жиронда. Воде естуара су под јаким утицајем плимских таласа.